# Chodanie
Chodanie – część wsi Czerce w Polsce położona w województwie podkarpackim, w powiecie przeworskim, w gminie Sieniawa, w sołectwie Czerce
W latach 1975–1998 miejscowość położona była w województwie przemyskim.
Chodanie leżą przy lesie i obejmują 12 domów.